# Mili Balakirev

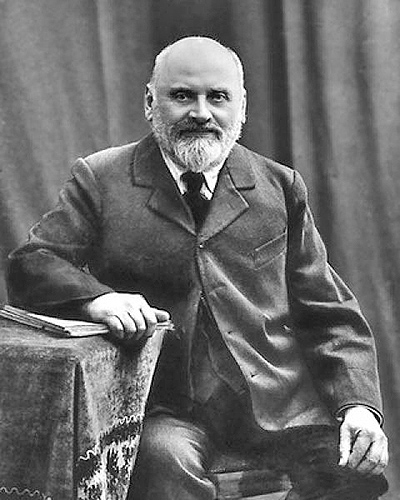
Mili Alekseevici Balakirev
(1837-1910)

Mili Alekseevici Balakirev (în rusă Милий Алексеевич Балакирев) (n. 2 ianuarie 1837 / 21 decembrie 1836, Nijni Novgorod, Rusia - d. 29 mai 1910 / 16 mai 1910, Sankt Petersburg, Rusia) a fost un pianist, dirijor și compozitor rus. Balakirev este unul din membrii fondatori ai așa-numitei „Asociații Balakirev”, cunoscută și sub numele de „Grupul celor cinci”, din care făceau parte cei mai importanți muzicieni ai vremii: Alexandr Porfirievici Borodin, Nikolai Rimski-Korsakov, Modest Petrovici Musorgski și Mili Balakirev, cărora li s-a alăturat mai târziu și Cezar Antonovici Cui.